# De’Longhi
De’Longhi ist ein italienischer Hersteller von Haushaltsgeräten mit Sitz in Treviso. Das Unternehmen ist vor allem für seine Kaffeemaschinen bekannt.

## Geschichte

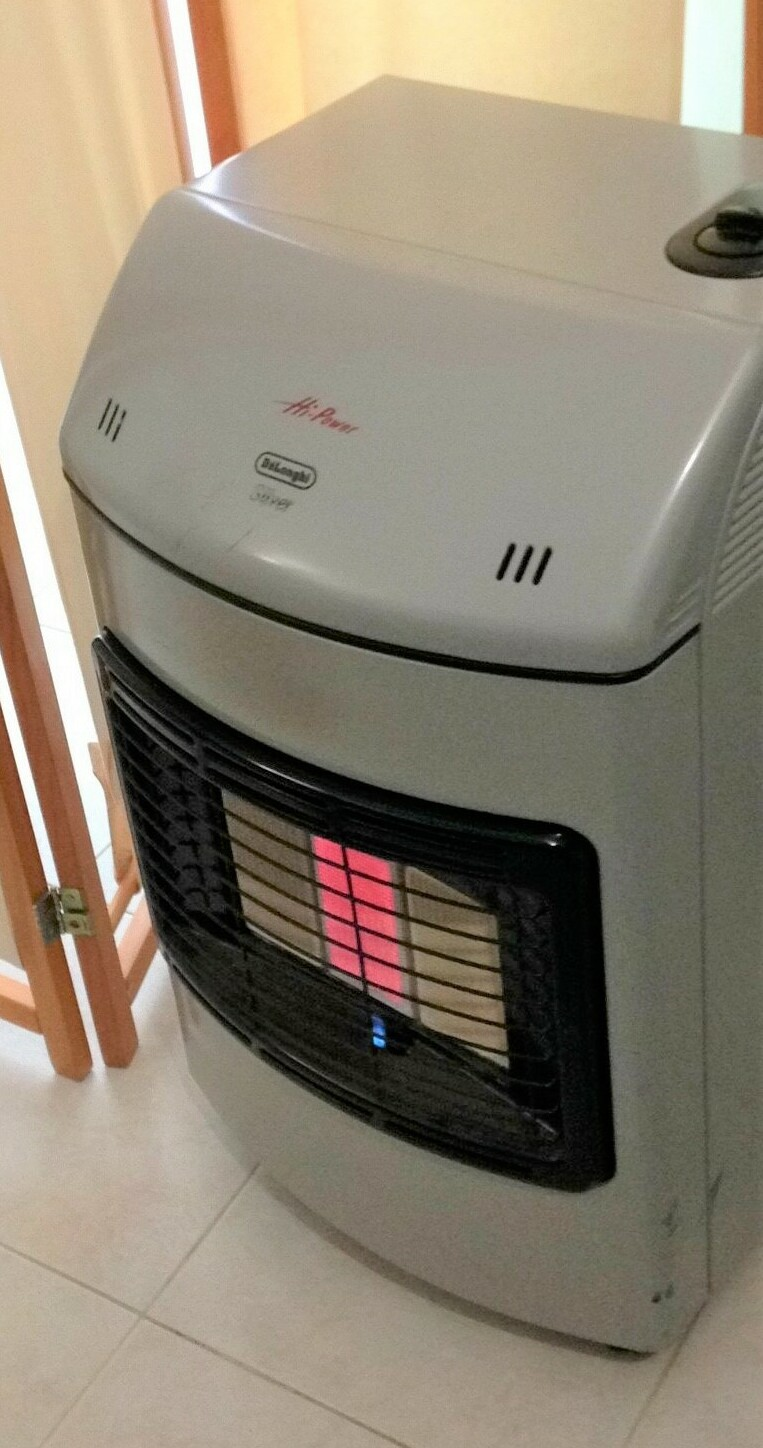
De’Longhi-Gasofen

1902 führte die Familie De’Longhi eine kleine Werkstatt zur Herstellung von Industrieteilen. Das Unternehmen wurde 1950 gegründet.
1977 übernahm der heutige Präsident, Giuseppe De’Longhi, die Führung des Unternehmens und richtete es auf die Produktion und den Vertrieb von mobilen Heiz-, Klima- und Haushaltsgeräten unter der eigenen Marke De’Longhi aus.
Unter dieser Dachmarke vereinigt der Konzern viele Tochterunternehmen. Mit der Übernahme der englischen Marke Kenwood im Jahr 2001 wurde De’Longhi auch international wahrgenommen. De’Longhi ist seit Juli 2001 ein börsennotiertes Unternehmen und ist aktuell an der Borsa Italiana im Index FTSE Italia Mid Cap gelistet.
Am 18. April 2007 zerstörte ein schwerer Brand das Produktionswerk in Treviso.
Das Unternehmen produziert überwiegend in den Produktionsstätten in Italien. Es werden auch Geräte und Bauteile in China und Rumänien gefertigt. In der Schweiz wird ein Montagewerk betrieben.

### Erwerb Braun Haushaltsgeräte
2012 erwarb das Unternehmen für einen Grundpreis von 140 Millionen Euro von Procter & Gamble die Nutzungsrechte der deutschen Marke Braun für bestimmte Haushaltsgeräte, unter anderem Bügeleisen, Stabmixer und Küchenmaschinen. Dies beinhaltete Produktionsanlagen und Mitarbeiter. Gefertigt werden diese Produkte auch in China.

## Produktsortiment

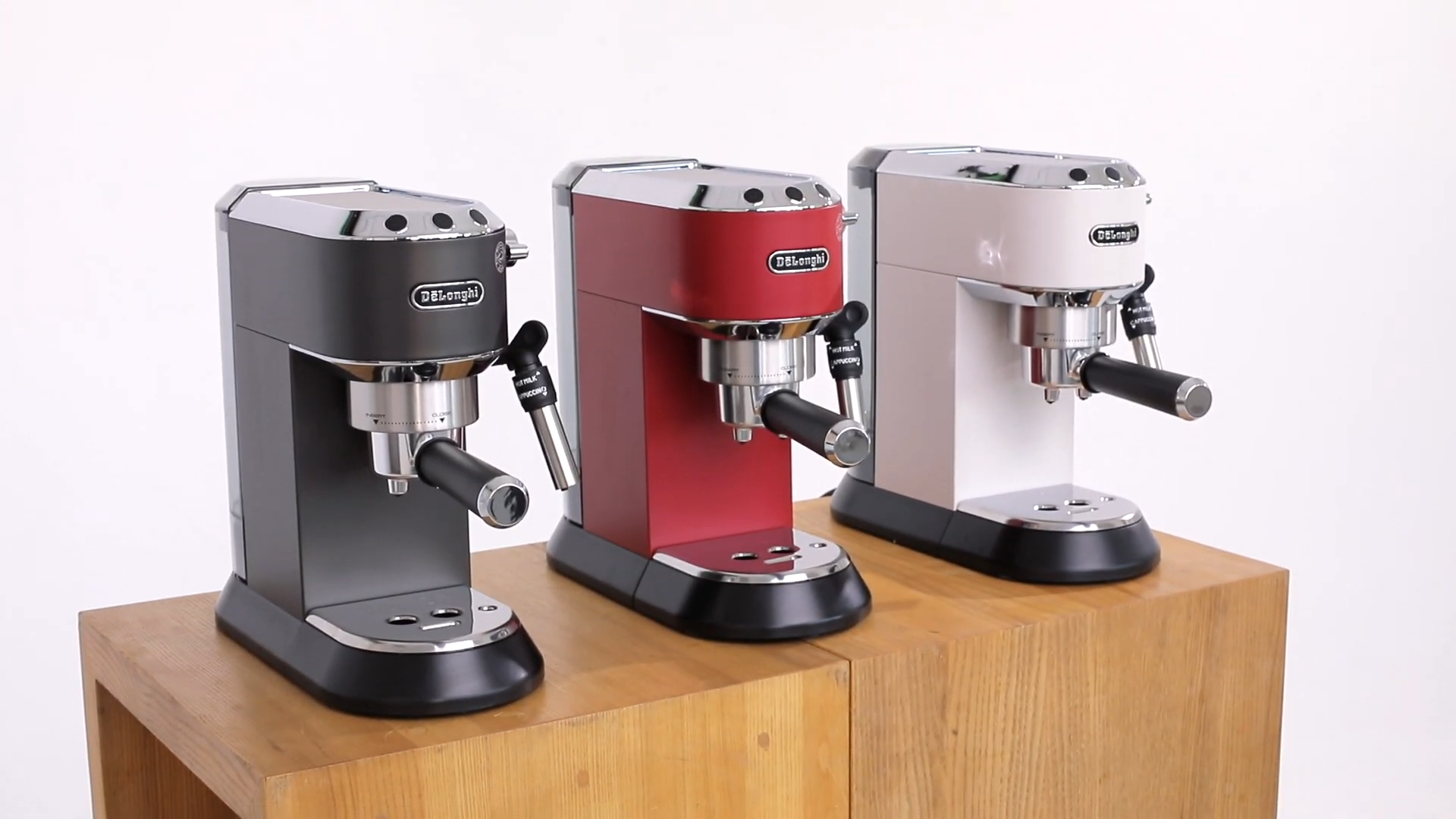
De’Longhi-Siebträgermaschinen

De’Longhi ist für Kaffeevollautomaten und Espresso-Siebträgermaschinen bekannt. Das Unternehmen produziert auch Küchengeräte (Toaster, Fritteusen, Wasserkocher, elektrische Öfen und Standmixer), Haushaltsgeräte (Bügelstationen, Staubsauger) sowie Heiz- und Klimageräte (Konvektoren, Radiatoren, Luftbefeuchter, Luftentfeuchter, Luftreiniger).

## Tochterunternehmen, Marken, Divisionen
- De’Longhi (Haushaltsgeräte, Küchengeräte, Heizkörper, Klimageräte)
- Ariete (Haushaltsgeräte)
- Braun Household (Haushaltsgeräte)
- DL Radiators (Heizkörper)
- Kenwood (Küchengeräte)
- Nutribullet (Standmixer)
- La Marzocco (Espressomaschinen)
- Eversys (Kaffeemaschinen)[11]